# Movimento Patriótico de Uganda
Movimento Patriótico de Uganda (em inglês:  Uganda Patriotic Movement, UPM) é um antigo partido político ugandês fundado por Yoweri Museveni em 1980. O último disputou as eleições gerais de dezembro de 1980, mas Milton Obote e o seu Congresso do Povo de Uganda lideraram, seguido pelo Partido Democrático e seu líder Paul Ssemogerere. Esta eleição, no entanto, apresentou uma fraude massiva.  Isso levou Yoweri Museveni a iniciar uma guerra de guerrilha no início de 1981, no triângulo de Luwero, ao norte de Kampala, e depois fundar o Exército de Resistência Nacional em junho daquele ano, através do qual prosseguiu com a Guerra Civil de Uganda. 